# Линия „Зигфрид“
Линията „Зигфрид“ (на немски: Siegfriedstellung), позната и като Вествал (на немски: Westwall), е отбранителна линия на Нацистка Германия.
Представлява плетеница от укрепления, бункери и противотанкови съоръжения, изградена на границата с Франция. Обикновено се свързва с Втората световна война, но е започната като отговор на френската отбранителна линия „Мажино“ от 1930-те години. Линията е наричана в Германия (от 1938 г.) „Вествал“, но Съюзниците я наричат на името на подобна линия от Първата световна война, която била част от отбранителната линия „Хинденбург“ (1916 – 1917).
Линията „Зигфрид“ се простира на 630 км, включвайки около 18 000 бункера, ровове, противотанкови препятствия и командни постове, като всички са можели да си помагат взаимно. Простира се от Клеве, на границата с Холандия, по западната граница на Германия, чак до град Вайл на Рейн, на границата с Швейцария.
Пропагандирано от Адолф Хитлер като приоритет, изграждането на линията „Зигфрид“ е планирано през 1936 година, а построяването ѝ започва през 1938 и продължава до 1940 година. Непосредствено преди началото на изграждането на защитния вал, през 1936 година Германия нарушава Версайския договор и Договорите от Локарно като ремилитаризира Рейнската област.

## Произход на името „Западна стена“
Името Вествал или „Западна стена“ става популярно в края на 1938 г., преди националсоциалистическата пропаганда първо да използва термина по-широко. Вероятно идва от работниците, участващи в строителството на съоръженията. През втората половина на 1938 г. имена като „линия на Тот“, „защитна стена“ (на немски: Schutzwall) или „програма Лимес“ все още са използвани, докато военните кръгове искат да популяризират имена като „Фюрер линия“ или „Хитлерова линия“.
През октомври и декември 1938 г. често се нарича „линия на Тот“, по името на Фриц Тот натоварен с изграждането на съоръженията.
В пресата името Вествал се появява за първи път на 28 октомври 1938 г., когато Neue Wiener Tagblatt съобщава под заглавието „Мъже от Вествал на почивка“ за работник, който грабва куфара си за обратния път и казва, че синът му „се гордее, че баща му работи на западната стена.“ Името се използва отново в статия от 19 ноември 1938 г. в ежедневника NSZ-Rheinfront, която е посветена на „мъжете на Западната стена“.
Хитлер за първи път използва термина по време на посещението на Вествал между 14 до 19 май 1939 г. и публикувано на 19 май 1939 г. в дневното комюнике за войниците и работниците на Западната стена. Официалното използване на наименованията е по-ориентирано към програмите, по които се строят съоръженията. Като програма „Лимес“ избрано, за да напомни за бившата римска гранична стена в Германия (Limes Germanicus).

## История
Изграждането на отбранителните съоръжения се осъществява в рамките на няколко програми.

### Пионерна програма
През 1934 г. Германия започва планиране за изграждане на защитни линии Некар-Енц и Ветерау-Майн-Таубер извън демилитаризирана зона. След ремилитаризацията на Рейнската област тази планове са изоставени и започва работа по Вествал.
Първоначално работата по изграждане на защитните съоръжения е възложена на германската армия. Използвани са основно стандартни дизайни разработени при изграждането на Оствал, защитна линия на границата с Полша. Строителни фирми са наети и под надзора на военни инженери се изграждат дълговременни огневи съоръжения (ДОС) и бункери. До пролетта на 1938 г. са завършени само 640 ДОС и бункери.
Бункерите има три отвора (амбразури), но без защита срещу отровни газове. В тях липсват удобства за войниците, като има само няколко хамака, маси и столове. Изградени са от стоманобетон и в най-добрия случай предпазват само от шрапнела на бомби и гранати.
Брониране на бункерите изградени по тази програма:
| тип                            | дебелина бетон (м)                               | стомана – куполи (см) | стомана – броня (см) | типове бункери      |
| ------------------------------ | ------------------------------------------------ | --------------------- | -------------------- | ------------------- |
| B alt (до 23 декември 1938 г.) | външна стена: 1,5 вътрешна стена: 0,8 таван: 1,5 | 25                    | 20                   | тип 1 до 36 B-Werke |
| B1                             | външна стена: 1,0 вътрешна стена: 0,5 таван: 0,8 | 12 – 16               | 10                   | тип B1-1 до B1-29   |
| C                              | външна стена: 0,6 вътрешна стена: 0,3 таван: 0,5 | 6                     | 6 – 7                | тип C-1 до C-7      |
| D                              | 0,3                                              | 5                     | 2 – 5                | тип D-1 до D-6      |

### Програма „Лимес“
Програмата за отбрана „Лимес“ е създадена по нареждане на Адолф Хитлер да се усили защитата на западната германска граница. Наредено е изграждането на 1800 ДОС и 10000 бункера до 1 октомври 1938 г. Бункерите, които са изградени в тази фаза (след 1938 г.), имат изключително здрава конструкция. За изработването на всеки от тези бункери, наречени „Тип 10“, вероятно са необходими около 20 човекогодини, а за отливането му се използват 287 м³ бетон, който би стигнал за издигането на малък жилищен блок.
Най-често срещания бункер по тази програма е „тип 10“ (на немски: Regelbau 10), от който са изградени общо 3471 броя. Достъпът до него се осъществява през два входа, които водят до помещения, защитени от бойни отровни газове – резултат от лошия опит на немците през Първата световна война. Две амбразури прикриват достъпа до входовете. Централната стая разполага с 5 триетажни легла и приютява екипа на бункера и стрелкови отряд. При атака стрелковия отряд заема позиции отвън. Бойното отделение е отделно обособено, с отвори за картечници и отвори за стрелба с карабина. Комуникацията между централната стая и това помещение се осъществява чрез акустична тръба.
Таванът и стените на бункера са дебели метър и половина. Амбразурите в задната част и отстрани на съоръжението са с 50 см по-високи от главната амбразура.
Изградени са 32 големи укрепления (на немски: B-Werke), които са по-тежко въоръжени. Всяко съоръжение е уникално, но разполагат с някои общи характеристики. Тежкото въоръжение включва шест бронирани куполи, 5 см минохвъргачка и огнехвъргачка с възможност за въртене на 360 градуса. Едно от най-сложните и големи съоръжения е бункерът при село Инед, в полите на планината Айфел. Многоетажното съоръжение е вкопано на 36 метра в земята, като има гарнизон от 84 души, климатична и електрическа инсталация. Хранителните запаси са за шестседмична обсада. Германците превръщат дори и малките бункери в крепости. През 1945 г. един от тези бункери задържа в продължение на часове дивизия от 15 000 съюзнически бойци. Бункерът е подложен на пряк оръдеен обстрел, но не се предава. Упоритото укрепление пада, едва когато американските войници хвърлят експлозиви през отворите в стоманената врата.
Бункерът по тази програма е снабден с печка за отопление, чийто комин е защитен от специално изработена гъста решетка. Всеки войник разполага с място за спане, а командващият офицер и с бюро в специална канцелария. Ограниченият обем на укреплението осигурява по около 1 м² простор на всеки войник.
Във вътрешността на бункерите още стоят надписите „Стените имат уши!“ и „Угаси светлината, когато са отворени капаците на амбразурите!“, които трябва да предупредят войниците да бъдат внимателни.
Брониране на бункерите изградени по тази програма:
| тип                            | дебелина бетон (м)                               | стомана – куполи (см) | стомана – броня (см) | типове бункери                                                  |
| ------------------------------ | ------------------------------------------------ | --------------------- | -------------------- | --------------------------------------------------------------- |
| B alt (до 23 декември 1938 г.) | външна стена: 1,5 вътрешна стена: 0,8 таван: 1,5 | 25                    | 20                   | тип 1 до 36 B-Werke                                             |
| B1                             | външна стена: 1,0 вътрешна стена: 0,5 таван: 0,8 | 12 – 16               | 10                   | тип B1-1 до B1-29 допълнителните помещения към тип 10, 10а и 11 |

### Програма „Аахен-Саар“
През октомври 1938 г. Хитлер нарежда изграждането на допълните защитни съоръжения под претекста, че западните демокрации заплашват мира в Европа. Програмата получава името Аахен-Саар. Продължава до пролетта на 1940 г. и включва разширяването на защитната линия на север, където Рейн преминава в Нидерландия.
Бункерите, изградени по „Аахен-Саар“, са по подобие на тези по програма „Лимес“. Те са „Тип 107“, с два картечни отвора и бетонни стени, достигащи до дебелина от 3,5 м. Единствената разлика е, че нямат отвори от задната страна, а само отпред, но те са защитени от много тежки стоманени врати. В програмата са обхванати градовете Аахен и Саарбрюкен, които се намират на запад от изградените по програма „Лимес“.
След окупирането на Чехословакия пленените 4,7 см противотанкови и 8,35 см противовъздушни оръдия се използват в специално проектираните укрития тип 506 и 517.

### Западна противовъздушна зона
Западната противовъздушна зона (на немски: Luftverteidigungszone West или LVZ West) е реализирана паралелно на другите две линии и включва предимно бункери с разположени в тях 88 мм оръдия. Зенитните установки са защитени от бункери, изработени по горните две програми. Укрепленията включват и отвори за картечници в случай че основната линия бъде преодоляна.

### Програма „Гелдерн“
Съоръженията, изградени по тази програма, са продължение на оригиналната линия „Зигфрид“ на север от град Клеве и изграждането им започва с началото на Втората световна война. Бункерите не са оборудвани с тежко въоръжение или артилерия, но са масивно изработени от железобетон. За прикритие често се строят в близост до ферми.

### Противотанкови препятствия
На десетки километри покрай линията „Зигфрид“ са разположени противотанковите съоръжения, наречени „драконови зъби“ или „брадавици“ (на немски: Höcker, „гърбици“) заради формата си. Състоят се от армирани бетонни блокове, разположени по два начина – „Тип 1938“ с наредени четири „зъба“ и „Тип 39“ с пет бетонни стълба.
Там, където има възможност, линията е комбинирана с противотанкови водни ровове, които и днес могат да се видят северно до град Аахен.

### Работници и условия на труд
Повечето бункери, изработени по тези програми, са построени от частни фирми, но частният сектор не може да обезпечи големият брой работници, необходими за построяването им. Проблемът с работниците е решен с помощта на немската организация „Тот“ (носеща името на основателя си Фриц Тот). С помощта на тази организация са подсигурени около половин милион работници за изграждане на отбранителното съоръжение. Транспортът на толкова голям брой работна ръка е подсигурен от „Дойче Райхсбан“ – държавните железници на Германия, които използват стратегически жп-гари за доставка както на материали, така и на работници.
Условията на труд са тежки, а много от детайлите по изграждането на линията са масивни (някои до 60 тона). Поради тази причина много от работниците не издържат натоварванията и напускат.

### Реактивиране на линията „Зигфрид“ (1944)
Съюзническият десант в Нормандия на 6 юни 1944 година и последвалото развитие на войната във Франция и Холандия кара Хитлер да издаде заповед на 24 август 1944 за възстановяването на бойната готовност на линията „Зигфрид“. Повече от 20 000 работници (много от тях младежи на 16 – 18 години) са изпратени обратно на съоръженията. Главна цел на работниците е възстановяването на противотанковите съоръжения. Въпреки хвърлените усилия за възстановяването на бункерите и зенитните установки, съоръженията се оказват недостатъчни да предотвратят навлизането на съюзническата авиация, която вече бомбардира Германия дори през деня.

## Бойни действия

### Масивни атаки срещу линията „Зигфрид“
През август 1944 г. са първите сблъсъци на съюзническите сили и Вермахта по отбранителната линия. Най-тежки са сблъсъците в участъка с кодово име „Хюртгенвалд“ (на немски: Hürtgenwald) в планината Айфел, на 20 километра югоизточно от Аахен. Битката в гористата и пресечена местност взима около 10 000 американски и около 9000 германски жертви.
През септември съюзниците настъпват през линията „Зигфрид“. 14 седмици след десанта в Нормандия войските изминават 480-те километра до отбранителната линия, преследвайки остатъците от немските армии, разбити в Нормандия и попаднали в обкръжение от американски и канадски войски в така наречения „Фалезки Чувал“, близо до Фалез, Франция. Спасилите се от гибел германски части (едва 12% от 7-а армия), бягат панически към границата с Германия. Достигайки до „Вествал“, те заемат отбранителните съоръжения, превръщайки се в организирана сила, укрепена зад бетон и стомана. Скоро получават и подкрепления. Пред заплахата от нахлуване на съюзниците в родината им от запад, германското военно командване предислоцира войски от Дания, Норвегия, Италия, дори от германо-съветския фронт (въпреки бързото напредване на Червената армия към Прусия и ужаса на германските цивилни от руските войски).
За отбраната на „Вествал“ до река Мозел отговарят: група армии „Б“, на фелдмаршал Валтер Модел и група армии „Г“, на генерал Херман Балк, разположени близо до Карлсруе, а защитата на най-южната част на линията (до границата с Швейцария) е поверена на СС и техния главнокомандващ Хайнрих Химлер.
Поради големите загуби през 1944 година, Вермахтът не успява да попълни изцяло гарнизона на линията „Зигфрид“, но се възползва от проблемите на съюзниците. Освен натрупаната умора в преследването на немската армия през „Фалезкия чувал“, сериозни проблеми се оказват снабдяването с провизии и гориво. Авиацията напредва бавно, а американците нямат опит в атаките срещу укрепления и военната им подготовка се оказва безполезна в атаката на отбранителната линия. Допълнителна трудност се оказва и терена, по който трябва да преминат войските. Сред хълмовете на Горна Лотарингия пътищата за танкове и бронирани машини са малко, на места гъстите горски масиви затрудняват воденето на военни действия.

### Продоволствената криза
Най-остър е недостигът на гориво. На 30 август 1944 г. дори се налага американската 3-та армия на генерал Джордж Патън да спре до река Маас с празни резервоари. Патън иска да продължи, защото смята, че може да атакува и пробие „Вествал“ и за 10 дни да навлезе в Германия. Дуайт Айзенхауер обаче предпочита да даде горивото на съперника му фелдмаршал Монтгомъри, който да напредне с 21-ва армия към Белгия и Холандия и да освободи Антверпен. Офанзивата на Монтгомъри има две цели. Първо да осигури превземането на стратегическия Антверпен и да скъси пътя за доставка на продоволствия, боеприпаси и гориво и освен това да подготви нахлуването на съюзнически войски в Германия от север, спасявайки живота на стотици хиляди войници и цивилни.
Преди десанта в Нормандия съюзниците смятат да използват точно тази стратегия. Офанзивата на Монтгомъри се проваля. Антверпен е превзет на 4 септември 1944 година, но германците блокират устието на Шелда, правейки невъзможно използването на пристанището.
До 26 септември 1944 година неуспехът на десанта при Арнем струва на съюзниците повече от 7000 убити и ранени. На 3 септември Айзенхауер поема генералното командване от Монтгомъри и всичко започва отначало.
Край Арнем немската отбрана е непокътната и въпреки наближаването на есента, пряката атака на линията „Зигфрид“ е единствената възможност за приключването на войната.

### Защитниците
Германците от своя страна трескаво се опитват да заздравят отбраната на „Вествал“, и за целта на 5 септември 1944 година, Хитлер назначава за командващ линията „Зигфрид“ най-опитния главнокомандващ в Третия Райх – фелдмаршал Герд Фон Рундщет – пруски аристократ от традиционната военна школа. Фюрерът не се доверява напълно на фон Рундщет, а фелдмаршалът от своя страна презира и Хитлер, и кредото на нацистите. Въпреки това остава настрана от опита за убийство на Хитлер през лятото на 1944 година. Хитлер е наясно, че трябва да се възползва от огромния военен опит на фон Рундщет, особено след като много висши офицери са отстранени след опита за бомбено покушение срещу него. Фелдмаршалът води защитата на „Вествал“ 6 месеца и подава оставка на 13 март 1945 година, когато битката за „Вествал“ е към края си.
Още преди оттеглянето на Рундщет, Валтер Модел организира отбранителна линия около река Мозел. „Пожарникарят на Хитлер“, както наричат фелдмаршал Модел, е специалист по затварянето на разкъсани фронтове, но при „Вествал“ няма успех, отстъпвайки пред масираното настъпление на съюзниците.
През април 1945 година водената от Модел група армии „Б“ попада в обръч при Рур. Модел дава възможност на войниците да изберат дали да си тръгнат, да продължат да воюват или да се предадат. Самият той се самоубива на 21 април 1945 година.

### Планът
Полковник Чарлс „Бък“ Ланъм ръководи 22-ри полк от 4-та дивизия на 3-та армия на генерал Патън, при атаката на защитната линия по платото Айфел. На 13 септември 1944 година той предлага на върховното командване свой план за атака на линията „Зигфрид“. Планът е прост и ясен и Ланъм вярва, че ще доведе до успех. Три батальона ще нападнат бункерите из хълмовете над село Буше, след което се насочват към тези над Брандшайт. Така единият батальон ще разкъса линията, правейки път на другите два, след което цялата 4-та дивизия ще премине отбранителната линия в посока Рейн.

### Атаката
Началото поставя 3-ти батальон на подполковник Тийг, който напредва, използвайки прикритието на хълмовете. Артилерията на САЩ започва масиран обстрел срещу позициите на германците. От линията „Вествал“ изчакват преди да отговорят на стрелбата. Когато започват, огънят им е опустошителен. 3-ти батальон е засипан с куршуми от картечниците MG-42 (на немски: Maschinengewehr 42) и от минометен обстрел. Телата на загиналите американци покриват хълма.
Полковник Ланъм разбира, че може да загуби битката и нарежда в боя да се включат и резервите, които да атакуват вражеските сили. На американците се налага да атакуват през телата на загиналите си другари, които лежат по склона. Атаката продължава въпреки ожесточения отпор на немците. 3-ти батальон тръгва към Брауншвайг, но не открива тихо селце. Ланъм и Тайк не знаят, че целият район на селото е осеян с бункери и укрепления на противника. Там са разположени елитните части на СС и бойна група „Куене“, чийто огън окончателно спира американците през този ден. Частите на подполковник Тийг се окопават в района, за да продължат на следващия ден.
Батальонът продължава с атаките в продължение на 2 седмици, но не постига успех. В това време 22-ри полк сменя стратегията и започва да разрушава бункерите един по един. Задачата не е лека, но със сигурност ефикасна. Немците биват приканвани да се предадат. Ако откажат, вратата на бункера се обстрелва с противотанково оръдие. Повечето защитници загиват, оцелелите са лошо ранени. Ако и след това останалите в бункера не се предадат, американците хвърлят гранати през дупката във вратата.
Заради влошаващото се време сериозните загуби и неотслабващата защита на позициите полковник Ланъм спира атаката. Пътищата към Айфел и Рейн остават все още под немски контрол, а Линията „Зигфрид“ непокътната.

### „Кървавата дивизия“ (The 28 „Bloody Bucket“ Division) и 5-а„Победна“ танкова дивизия
Следващата атака започва от Люксембург. Прави я „Кървавата“ 28-а дивизия от 1-ва армия на генерал Ходжес. Дивизията дава рекорден брой жертви и тук. При атаката на линията „Зигфрид“, където се изправя срещу опасната 2-ра дивизия „Дас Райх“ на СС. Под непрекъснат обстрел от картечници и миномети и в минните полета, американците дават около 1500 жертви за една седмица. Една цяла рота – рота „Еф“ изчезва безследно. Въпреки загубите американците напредват по тесен фронт и завземат няколко стратегически височини. На 16 септември „Кървавата дивизия“ успява да направи така нареченото „остро проникване“ и прави пробив в линията „Зигфрид“. Ползата обаче е малка. Поради снишения дух на бойците (най-вече породен от изчезването на рота „Еф“) атаката е преустановена.
Следващият пробив е направен от 5-а „Победна“ танкова дивизия, която успява да направи пробив и да овладее позиция на около 9,5 км зад защитната линия, навътре в немска територия. Този пробив е последван от мигновена контраатака, водена от самия фелдмаршал фон Рундщет. Дивизията търпи атаки по двата фланга и е без въздушна подкрепа поради лошото време. На 19 срещу 20 септември идва заповед за отстъпление.

### Атаката на Патън
На 5 септември армията на генерал Джордж Патън получава гориво и преустановява престоя си до река Маас. Патън заповядва на 12-и и 20-и корпус да завземат град Нанси като прелюдия на атаката на защитната линия и прекосяването на река Рейн. Патън не очаква сериозно противодействие, срещу него са изправени 7 слаби пехотни дивизии и танкова бригада от 1-ва танкова армия. В района има и седем недоокомплектовани дивизии от [[19-а армия (Вермахт)|19-а армия]].
Въпреки че противникът не е впечатляващ, там защитата на „Зигфрид“ е най-силна, а главнокомандващ е самият фелдмаршал Валтер Модел.
На 11 септември части от Трета армия тръгват към река Мозел и Нанси. Американците пресичат реката, въпреки яростния отпор на германците. Нанси окончателно е превзет на 15 септември. Американската 3-та армия остава тук за 4 дни поради липса на продоволствия и лошото време. Този период от време е достатъчен на немците, за да се прегрупират, събирайки останалите от разбитата 1-ва армия в Шато-Салан и блокирайки пътищата към Рейн. Американците губят инициативата и немската 5-а танкова дивизия нанася удар срещу американската 4-та танкова дивизия на Патън. За 10 дни боят започва да придобива характерни черти. Германците нападат в мъглата и започват схватки с американците. С помощта на 8-и тактически въздушен отряд, американците отблъскват офанзивата на германските танкови сили. Бойното поле е осеяно с останки от машините на немците, а те остават само с 25 танка и логично се оттеглят. Загубите им са ужасяващи – унищожени са 280 танка, 3000 войници загиват, а още толкова са взети в плен или са ранени. Американците губят 626 загинали и ранени бойци, но са изтощени от двумесечните тежки боеве. На 12 октомври са изтеглени от Лотарингия за почивка и възстановяване.

### Пробивът при Аахен
9 дни по-късно генерал Патън вече не може да бъде първият, разкъсал линията „Вествал“. Пробивът става край Аахен, исторически германски град на границата с Белгия и Холандия. Градът е укрепен, но защитата му не е силна. Макар да е част от линията „Зигфрид“, той не е важен стратегически. Въпреки това завземането на първия истински немски град е важен психологически фактор за съюзническата армия и може да повдигне неимоверно бойния дух. Аахен се пада на 1-ва армия на генерал Ходжес. Той планира да пробие защитата на „Вествал“ от двете страни на града, да го заобиколи и превземе, докато трета част на армията му да напредва на изток в посока река Рейн. Свирепият отпор на немците спира и двете планирани атаки. Тогава Ходжес решава да атакува само Аахен, концентрирайки цялата си мощ в атаката. Силите, чиято цел е настъпление към Рейн, трябва да пресекат пътя на евентуалните германски подкрепления към града. Хитлер осъзнава важността на Аахен и дава на петте хиляди защитници на града заповед:
| „            | „Боеве до последния човек, никакво отстъпление, трябва ли – умрете!“. | “ |
| Адолф Хитлер |                                                                       |   |

Атаката на Ходжес е ужасяваща. За два дни 12 артилерийски батальона изсипват върху Аахен над 10 000 снаряда. В същото време бомбардировачите от 9-и тактически отряд пускат над града над 160 тона бомби, разрушавайки почти целия град и погребвайки защитниците му под отломките на сградите. Американската армия започва атака срещу Аахен и започват улични битки с останалите живи немски войници. Въпреки загубите от немска страна, напредването на Ходжес към центъра на града не се оказва никак леко. Боевете продължават още една седмица. 155-милиметрови танкови и противотанкови оръдия обстрелват барикадиралите се в сградите немски войници. Резултатът от този обстрел е ужасяващ, сградите буквално са вдигани във въздуха от мощните снаряди. Когато битката свършва, 2-ри батальон, завзел търговската част на центъра на Аахен, продължава на запад. Гарнизонът на града се предава. Останали са по-малко от 1000 войници. След приключването на атаката в Аахен остават здрави по-малко от 20% от сградите.

### Сраженията в гората Хиртген
9-а пехотна дивизия от 1-ва армия на Ходжес навлиза в гората Хиртген на югоизток от Аахен. Целта е да се прочисти района от немски части и да се подсигури плацдарм за атака в равнината срещу линията „Зигфрид“. Гората Хиртген е изкуствено залесена площ от 520 км², пътищата са малко и теренът затруднява танковете. И тук американците очакват слаба съпротива, но макар и неприготвена за отбрана, германската 7-а танкова дивизия оказва силен отпор. До края на октомври американската 9-а десантна дивизия губи 4500 бойци, за да отвоюва 3 км² терен. Боевете в гората са много тежки, а немците са винаги с една крачка напред.
През ноември генерал Ходжес изпраща „Кървавата“ 28-а дивизия да завземе възвишението Шмит, хълм на север от дигите на река Рур. Дъжд и мъгла забавят акцията и германците откриват нахлуването. В последвалата схватка САЩ губят повече от 6000 войници и операцията се нарежда в черния списък на Втората световна война. В гората са разпръснати стотици противопехотни мини, които избухвайки изстрелват шрапнели срещу търсещите път в хлъзгавата шума американци. Немската отбрана е много важна в този район и поради друга причина – строго секретна операция, насрочена за декември и подготвяна от ОКВ под името „Стража на Рейн“, която може да пропадне, ако американците пресекат минаващата през гората река Рур.
Към декември 1944 г. американците атакуват линията „Зигфрид“ вече 3 месеца и въпреки пробива при Аахен, те не напредват. Гората Хиртген става олицетворение на провала им. След „Кървавата“ там отиват една танкова и 4 пехотни дивизии, които също биват разкъсани. Никоя не издържа повече от две седмици преди да бъде сменена. В укрепленията и бункерите немците са непоклатими. Генерал Дуайт Айзенхауер иска да примами немците извън укритията им, където на открито има шанс да ги победи и им поставя капан на „Призрачния фронт“ в Ардените, където защитата на САЩ е слаба и може да примами немците да атакуват. Всъщност на фланговете са разположени 14 танкови дивизии, които са готови да атакуват германците.
В същото време продължават и фронталните атаки срещу линията. Американците завземат подстъпите към Хиртген и пътищата към Валершайт, източно от Моншау. Силите им навлизат на 1 км зад „Вествал“.
На 16 декември немците най-накрая излизат от укрепленията, като в капана на Айзенхауер попада офанзивата в Ардените. Това е последен опит на група армии „Б“ да отблъснат съюзниците и да обърнат хода на войната. Арденската офанзива не продължава дълго. След първоначалните успехи на Вермахта, горивото им свършва и в началото на януари 1945 г. всичко приключва.

### Атака на Великобритания
На 16 януари 1945 година, 8 дни след края на офанзивата в Ардените, британските сили на фелдмаршал Бърнард Монтгомъри правят опит за разкъсване на „Вествал“. Целта им е 30-километров участък край Хайнсберг, защитен с три линии укрепления. Това са дъги окопи и укрепени точки, защитени с бодлива тел и минни полета. Заемат ги две пехотни дивизии със 156 оръдия и 18 щурмови оръдия. Те са разпръснати из кален и опасен терен. Монтгомъри разполага с 48-а и 52-ра пехотни дивизии и храбрата 1-ва десантно-диверсионна бригада. От другата страна генерал Патън е бесен, че омразният му съперник Монтгомъри може пръв да прекоси Рейн.
В края на 1944 г., Патън убеждава Айзенхауер да разреши разузнавателна операция, която ще го преведе през реките Ур и Зауер, по-близо до „Вествал“. Патън харесва думата „разузнаване“, защото е неясна и за него просто е средство. Той не планира разузнаване, а иска да ангажира 3-та армия в битката, за да не може Айзенхауер да я държи настрана. 3-та армия открива артилерийски огън на 29 януари 1945 година и започва удари по бункерите. Времето е лошо със снеговалеж. 4-та пехотна дивизия тръгва в нападение. Войските минават по леда на река Ур и си пробиват път през Брауншвайг с оръдия, танкове и огнехвъргачки. Германците отговарят, но биват изтласкани в разгорелия се ръкопашен бой. Макар че по-късно немците си връщат Брауншвайг, „Вествал“ е частично разкъсана при град Прум. Патън очаква разрешение от Айзенхауер да продължи настъплението към река Мозел и побеснява, когато получава заповедта 3-та армия да спре и да премине в защита, чакайки по-нататъшни нареждания.
Монтгомъри има разрешение да започне настъпателни действия на 10 февруари и да атакува с 14 дивизии срещу северен „Вествал“. Дотогава Айзенхауер разрешава на Патън да води военни действия само в района на Айфел.
След атаката на Монтгомъри, Патън най-сетне започва атака със своята 3-та армия, по центъра на защитната линия. Елементът на изненадата липсва, защото немците очакват голяма атака, досещайки се за нея от радио мълчанието, което налагат в 3-та армия.
В 1 ч. след полунощ на 7 февруари 1945 г. артилерията на Патън открива огън по немските позиции отвъд река Зауер. Под прикритието на нощта и артилерийския огън 12-и корпус пресича реката в 36 гумени лодки от Луфтвафе. В последвалата стена от немски огън оцелява само една лодка. Американците, достигнали до отсрещния бряг, се прегрупират и започват атака срещу бункерите. Този път сменят тактиката и атакуват бункерите в гръб. Това е единственият възможен подход.
Задните врати на бункерите са така подложени на взривове от американците, че защитниците изпадат в паника и започват да се предават. Атаката продължава една седмица и унищожава по 15 бункера на 1 км².
Разкъсването на линията при планината Айфел, както и изолираните победи на британците на север, все още се оказва частичен успех. Укрепленията от Трир на река Мозел до Швейцария все още остават непокътнати. Патън иска да атакува „Вествал“ до р. Мозел, да превземе Трир и да стигне до р. Рейн. На 1 март американската 3-та армия превзема Трир, след тежка тридневна битка, но останалата част от плана на Патън не влиза в официалната стратегия на командването. Атаката на Монтгомъри, разгърнала се при планината Райхстаг, придобива приоритет пред плановете на Патън.
Канадско-британските сили на север са направили пробив във „Вествал“, но с цената на 15 600 жертви.

### Прекосяване на Рейн
В края на февруари няма изгледи за краен успех. Ако силите на Монтгомъри атакуват областта Рур отвъд Рейн, фронтът трябва да е тесен. Генерал Брадли, чиито цели били подобни на тези на Патън, предлага силите на САЩ да действат като поддръжка. 1-ва и 3-та армии да настъпят към Рейн, преди атаката на Монтгомъри. Истинската цел на Брадли е силите на САЩ първи да пресекат Рейн и първи да навлязат в останалите територии на Германия на запад. При атаката през р. Зауер, американците атакуват град Битбург, за да го използват като трамплин към Рейн. На 5 март след няколкодневни сражения, американците разчистват пътя си към Рейн. Напускат Битбург и на 7 март първите танкове достигат Рейн. 9-а танкова дивизия от 1-ва армия на ген. Брадли стига до жп моста при Ремаген, докато немците се опитват да го взривят. Изненаданите немци започват да взривяват зарядите. Някои избухват, но пехотата успява да мине по моста и овладява първия плацдарм отвъд Рейн. След 10 дни полуразрушеният мост при Ремаген пада в Рейн. На 20 март 1945 г. 9-а танкова дивизия атакува за последен път останалите укрепления по линията „Вествал“. Атакувайки американците не получават никакъв отпор. Бункерите са празни. Защитниците са ги напуснали през нощта, други са останали, за да се предадат. Някои немци се преобличат в цивилни дрехи и бягат към вътрешността на страната. Най-сетне линията „Зигфрид“ е превзета. Немците продължават да се бият още 2 месеца след Ремаген до капитулацията на 9 май 1945 година.
Линията „Зигфрид“ не успява да изпълни задачата си да спре настъплението на съюзниците. Техният поход към Рейн преодолява строените с много труд и средства укрепления, но много от съоръженията се оказват излишни.

### Генералско съперничество
„Вествал“ изиграва своята роля за вида и политиката в следвоенна Европа, защото в преодоляването ѝ се намесват не само военни причини. Навлизането на британците от север през Холандия би подчинило командването на силите на САЩ на британските. Това ужасява американските генерали и важи особено силно за генерал Патън, който мрази фелдмаршал Бърнард Монтгомъри и в по-малка степен за генерал Омар Брадли.
Генерал Патън не може да приеме мисълта, че съперникът му ще достигне пръв до Рейн. Като преминава от защита в настъпление, той измества центъра на военните действия на юг. Това удължава пътя до Берлин, давайки възможност на руснаците да напреднат по-бързо и да навлязат първи в столицата.